# Dornford Yates
Cecil William Mercer (Walmer, 7 de agosto de 1885 - Mutare, 5 de marzo de 1960), conocido por su seudónimo Dornford Yates, fue un escritor y novelista inglés cuyas novelas y cuentos, algunos de humor (los libros de Berry) y otros de suspense (los libros de Chandos), fueron best-sellers durante el periodo de entreguerras.
El seudónimo Dornford Yates, que se imprimió por primera vez en 1910, resultó de la combinación de los apellidos de soltera de sus abuelas: la paterna Eliza Mary Dornford y la materna Harriet Yates.

## Primeros años
William (Bill) Mercer nació en Walmer, Kent, hijo de Cecil John Mercer (1850-1921) y Helen Wall (1858-1918). Su padre era un abogado cuya hermana, Mary Frances, se casó con Charles Augustus Munro; su hijo fue Hector Hugh Munro (el escritor Saki). Se dice que Bill Mercer idolatraba a su primo mayor.
Asistió a la escuela preparatoria St Clare en Walmer de 1894 a 1899. La familia se mudó de Kent a Londres cuando se unió a Harrow School como alumno externo en 1899, su padre vendió su despacho de abogado en Kent y estableció una oficina en Carey Street. Dejó Harrow en 1903 y asistió al University College de Oxford en 1904, donde obtuvo un grado de tercera clase en Derecho.
En la universidad, participó activamente en la Sociedad Dramática de la Universidad de Oxford (OUDS por sus siglas en inglés), convirtiéndose en secretario en 1906 y presidente en 1907, su último año. Actuó en la producción de 1905 de Las nubes de Aristófanes, de la cual el crítico de The Times dijo: «Entre los actores individuales, el mejor fue el señor C. W. Mercer, cuyo 'Strepsiades' estaba lleno de diversión, poseyendo un verdadero talento para la comedia». Después de un pequeño papel en la producción de 1906 de Medida por medida, en su último año, apareció como 'Demetrius' en El sueño de una noche de verano, y como 'Pedante' en La fierecilla domada, una producción que incluía a las actrices profesionales Lily Brayton como 'Katherine' y su hermana Agnes como 'Bianca'.
Entre los muchos amigos útiles que Mercer hizo en la OUDS se encontraban Gervais Rentoul, quien le pidió que fuera su padrino, y el marido de Lily Brayton, el actor Oscar Asche, más tarde productor de la obra Kismet y escritor de Chu Chin Chow. Después de la universidad, Mercer se fue de vacaciones en caravana a Hampshire, con Asche, Lily, Agnes y otra pareja teatral, Matheson Lang y su esposa, Hutin Britton; tanto Asche como Lang recuerdan esa festividad en sus memorias.
El título de derecho en Oxford fue insuficiente para obtenerle el acceso tradicional a la barra. Sin embargo, en 1908, su padre le consiguió un puesto como pasante con un destacado abogado, H. G. Muskett, cuya práctica a menudo requería que compareciera ante el tribunal en nombre del comisionado de policía. Como pupilo de Muskett, Mercer vio gran parte del lado sórdido de la vida londinense, que plasmó en sus novelas.
En 1909 fue llamado al Colegio de Abogados donde trabajó durante varios años. En sus primeras memorias, As Berry & I Were Saying, recuerda su participación en el juicio del envenenador Hawley Harvey Crippen, cuando regresaba de actuar con los Old Stagers, en Canterbury, para echar un primer vistazo al escrito legal. Mercer aparece en una fotografía de la audiencia de procesamiento en el tribunal de Bow Street, publicada en el Daily Mirror del 30 de agosto de 1910.
En sus tiempos libres escribía cuentos que eran publicados en Punch, The Harmsworth RED Magazine, Pearson's Magazine y Windsor Magazine, manteniendo relación con esta última hasta finales de la década de 1930; después de su cierre, escribió para The Strand Magazine. Colaboró también en la redacción de What I Know (Mills & Boon, 1913), con título estadounidense King Edward As I Knew Him, memorias de C. W. Stamper, que había sido ingeniero de motores del rey Eduardo VII.

## La I Guerra Mundial y después
Al estallar la Gran Guerra en 1914, Mercer fue comisionado como segundo teniente en el 3.º condado de Londres Yeomanry (Sharpshooters), aunque sus historias continuaron apareciendo en el Windsor hasta marzo de 1915. Ese año, su regimiento partió hacia Egipto y, en noviembre de 1915, como parte de la 8.ª Brigada Montada, fue enviado al frente de Salónica/Macedonia, donde la guerra estaba estancada. Sufriendo un reumatismo muscular severo, fue enviado a casa en 1917 y, aunque todavía vestía uniforme, la Oficina de Guerra no volvió a asignarlo. Finalmente abandonó el ejército en 1919. En junio de ese año, el Windsor publicó su primera historia desde el final de la guerra.
Desde 1914, la casa de la familia Mercer había sido Elm Tree Road, detrás del lado noroeste de Lord's Cricket Ground en St John's Wood, donde sus amigos Oscar y Lily Asche eran vecinos cercanos. En otoño de 1919, él y Asche se combinaron para escribir el espectáculo teatral Eastward Ho!, pero la producción no fue un gran éxito y no volvió a intentar escribir para el teatro. Una visitante social frecuente (y luego romántica) de Elm Tree Road era Bettine (Athalia) Stokes Edwards, una chica estadounidense que bailaba en Chu Chin Chow (e hija de Robert Ewing Edwards de Filadelfia, Pensilvania) que se convirtió en la primera esposa de Mercer. El anuncio de su compromiso en The New York Times (28 de agosto de 1919) dice: «El señor y la señora Glover Fitzhugh Perin de 57 West Fifty-eight Street han anunciado el compromiso de la hija mayor de la señora Perin, la señorita Bettine Stokes Edwards....»" sugiriendo que su padre estaba muerto o divorciado; su madre, que se volvió a casar, vivía entonces en la ciudad de Nueva York. Mercer y Bettine se casaron en la Iglesia de Santiago el Mayor, en el distrito de Marylebone de Londres, el 22 de octubre de 1919. El mes de octubre también marcó la aparición de una historia en el Windsor llamada Valerie cuya protagonista femenina se ganaba la vida como bailarina; esta historia nunca apareció en forma de libro.
Mercer decidió no volver a la barra y concentrarse en la escritura. Él y Bettine vivían en Elm Tree Road, donde nació su único hijo, Richard, el 20 de julio de 1920. Después de la Gran Guerra, muchos exoficiales descubrieron que el aumento del costo de la vida en Londres impedía mantener el estilo de vida de un caballero al que se habían acostumbrado; algunos miraron más allá de Inglaterra. En 1922, los Mercer emigraron a Francia, donde era posible vivir más barato y donde el clima era más favorable para el reumatismo muscular de Mercer.

## Residencia francesa
La familia eligió la ciudad turística de Pau, en los Pirineos occidentales, en el departamento de Basses-Pyrénées (actual Pirineos Atlánticos), donde vivía una importante colonia de expatriados británicos, aunque se desconoce cuándo se mudaron los Mercer. En Dornford Yates – A Biography (1982), A. J. Smithers informa que «no está claro exactamente cómo llegó al lugar», pero Pau aparece varias veces en las memorias que se presume escribió como fantasma para C. W. Stamper, por lo que esa podría ser la respuesta: «cualquier lugar que fuera lo suficientemente bueno para el rey Eduardo VII era lo suficientemente bueno para él».
Alquilaron la Villa Maryland, en la Rue Forster, donde Mercer demostró ser un marido exigente, mientras que Bettine era una mujer sociable; en 1929 el fracaso de su matrimonio era evidente. Bettine había sido indiscreta en sus relaciones románticas extramatrimoniales y Mercer presentó una demanda de divorcio. Ella no se defendió y el divorcio se hizo absoluto en septiembre de 1933. Al final, regresó con su familia a los Estados Unidos.
Menos de un año después, el 10 de febrero de 1934, en la oficina de registro de Chertsey, Mercer se casó con Doreen Elizabeth Lucie Bowie, a quien conoció en un crucero en 1932. Ella era hija del abogado londinense David Mather Bowie de Virginia Water. Elizabeth era veinte años más joven que su nuevo marido, quien sintió que había conocido la encarnación de su ficticia "Jill Mansel", por lo que la llamó "Jill" por el resto de su vida. Para él, Villa Maryland tenía muchos recuerdos de Bettine, por lo que él y Elizabeth decidieron construir una nueva casa, llamada "Cockade". Eligieron un lugar a veintisiete millas al sur de Pau, un poco al noroeste de Eaux-Bonnes, en el camino hacia la aldea de Aas; el proyecto está relatado en la novela autobiográfica The House That Berry Built, donde el nombre de la casa es "Gracedieu" (La gracia de Dios). No disfrutaron de una larga residencia en Cockade.
Cuando Francia cayó en manos de la Wehrmacht en junio de 1940, los Mercer se apresuraron a conseguir cuidadores para Cockade y luego escaparon del país (en compañía de unos amigos visitantes, Matheson Lang y su esposa) y atravesaron España de camino a Portugal. Posteriormente, se embarcaron hacia Sudáfrica y llegaron a Salisbury, Rhodesia del Sur, en 1941.